# Noireau
Pour l’article ayant un titre homophone, voir Noirot.
Le Noireau est une rivière française de Normandie, affluent de l'Orne (rive gauche).

## Géographie
Le Noireau naît sur les hauteurs de l'ancien canton de Tinchebray, sur le territoire de Saint-Christophe-de-Chaulieu, à proximité de la limite des trois départements bas-normands, son cours prenant, pour ne plus la quitter, une direction générale nord-est sur le territoire de l'Orne. Le cours d'eau arrose principalement Condé-sur-Noireau où il reçoit son principal affluent, la Druance (longue de 31 kilomètres), en rive gauche, il reçoit également la Diane (ou Guyanne) en rive gauche à Saint-Pierre-d'Entremont et la Vère en aval de Condé-sur-Noireau. Après avoir fixé la limite entre l'Orne et le Calvados, le Noireau conflue avec l'Orne en rive gauche à Pont-d'Ouilly au terme d'un cours de 43 kilomètres entre Bocage flérien et Suisse normande.

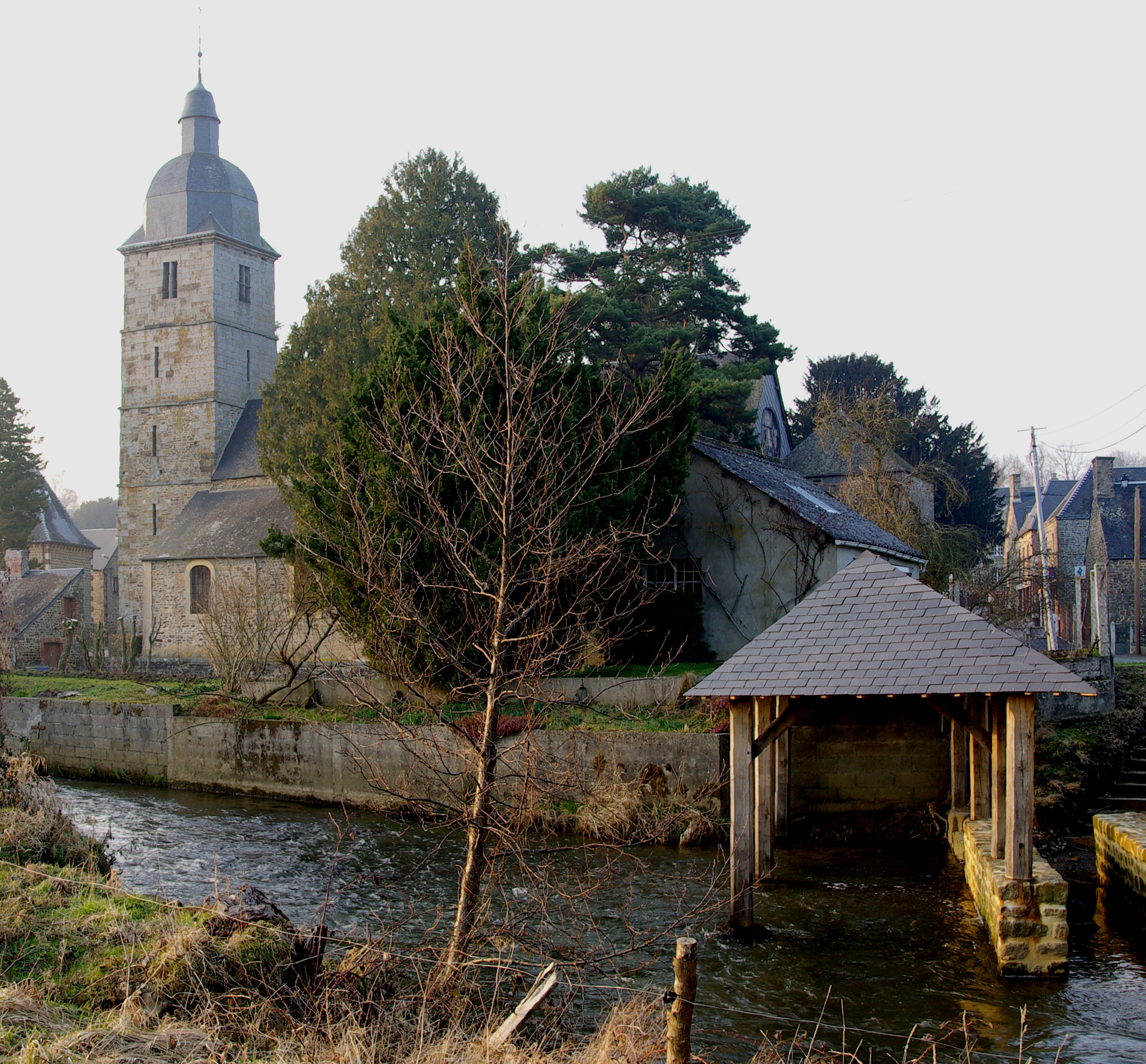
Lavoir sur le Noireau à Montsecret.
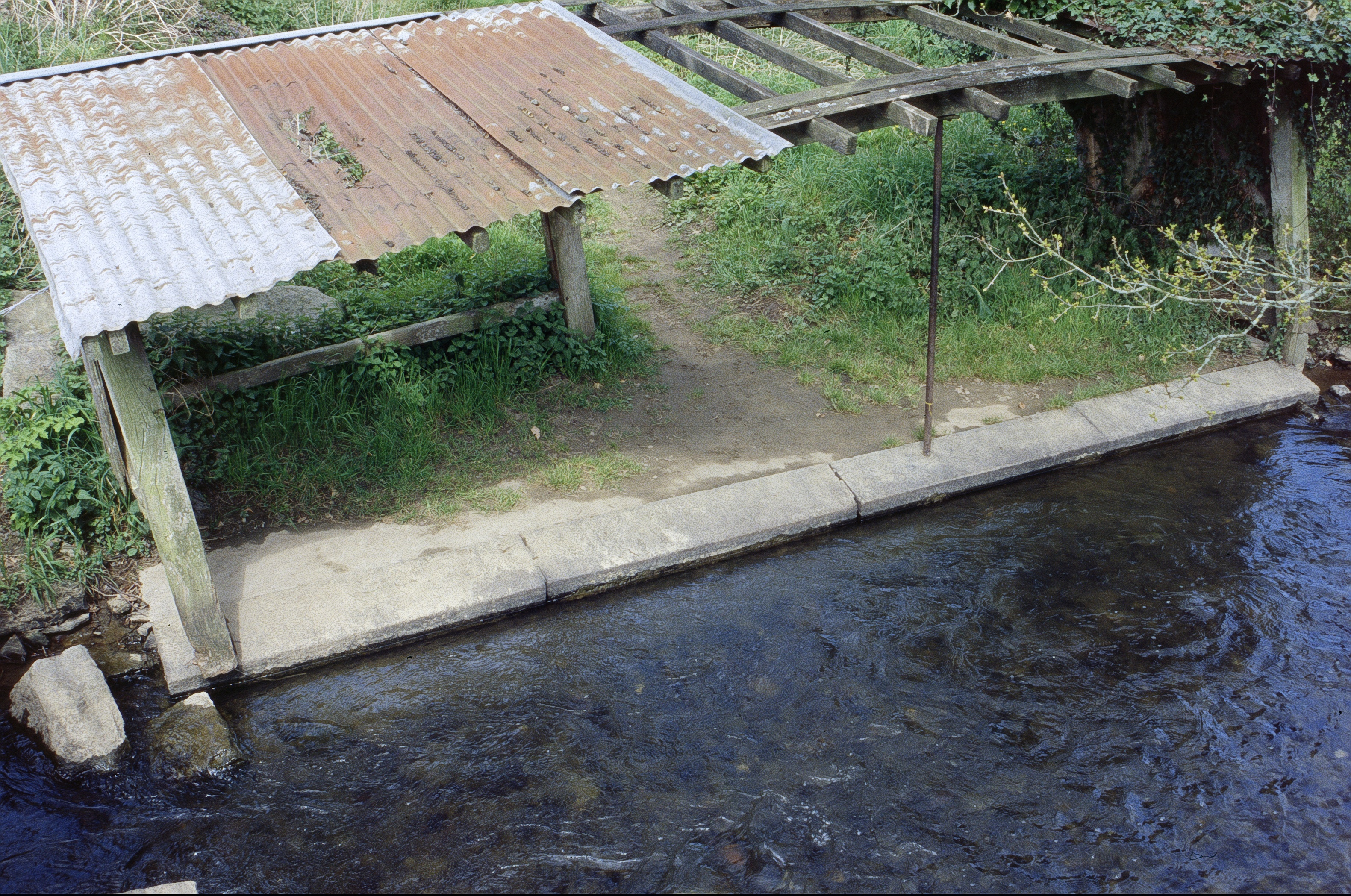
Lavoir sur le Noireau à Tinchebray.
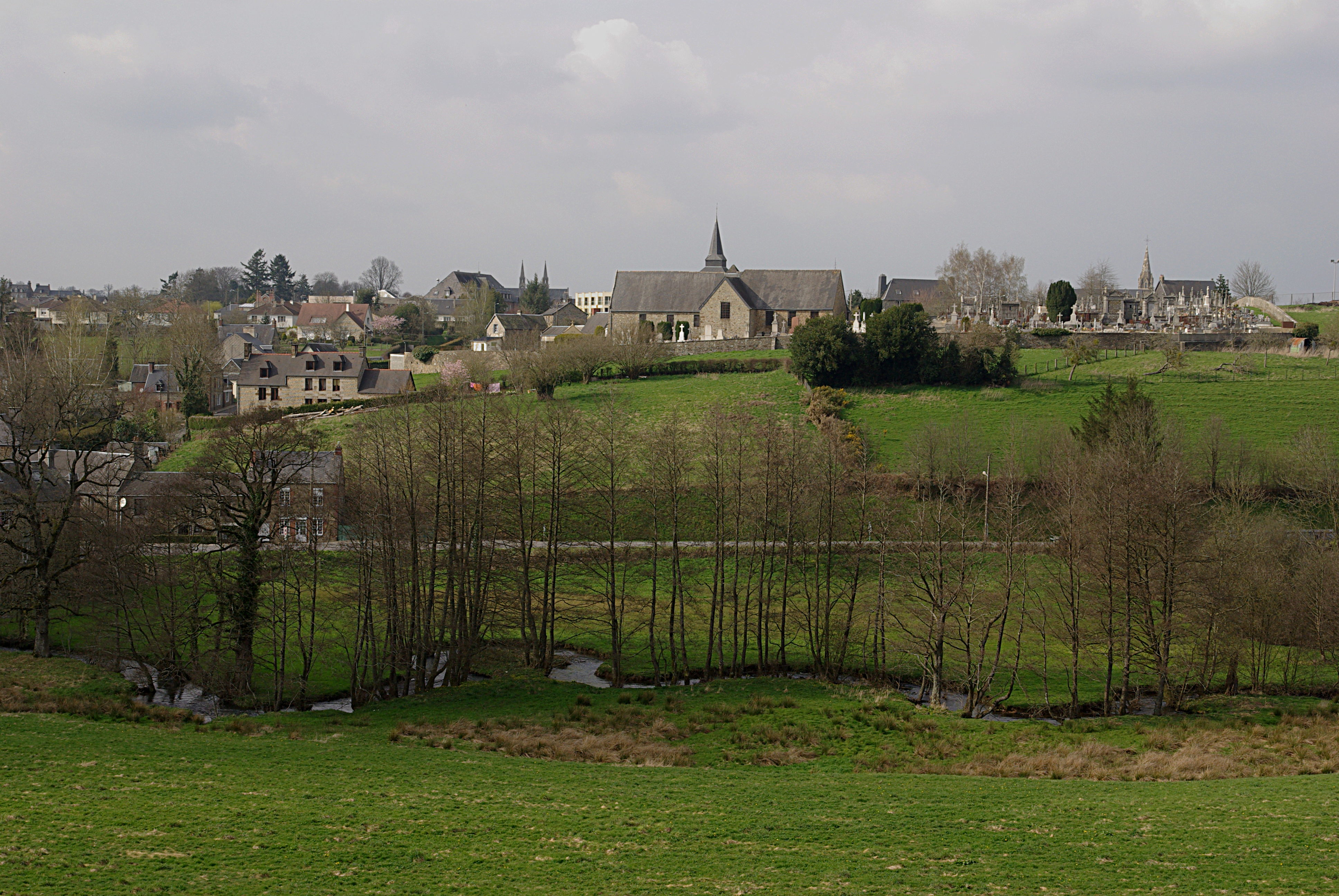
Le Noireau à Tinchebray, au pont Notre-Dame.

## Bassin et affluents
Le bassin du Noireau est compris entre le bassin de la Vire au nord-ouest (notamment de son affluent l'Allière) et celui de la Loire au sud et à l'ouest (la Varenne et son affluent l'Égrenne). Au nord, il est également voisin du bassin d'un autre affluent de l'Orne, l'Odon.
Le Noireau reçoit les eaux du ruisseau de Montbayer et de la Durance (à ne pas confondre avec la Druance) en rive droite à Tinchebray, puis juste à la sortie du territoire de Tinchebray, le Troitre conflue à gauche. À Montsecret, deux affluents gauches le rejoignent, le Vautigé et la Diane. Il rencontre ensuite plusieurs petits affluents, surtout en rive droite, avant de recevoir la Druance en rive gauche à Condé-sur-Noireau. La Vère, dont la vallée a été médiatisée à la suite du scandale de l'amiante des usines Ferodo, est son dernier affluent significatif et le rejoint en rive droite à Saint-Pierre-du-Regard.

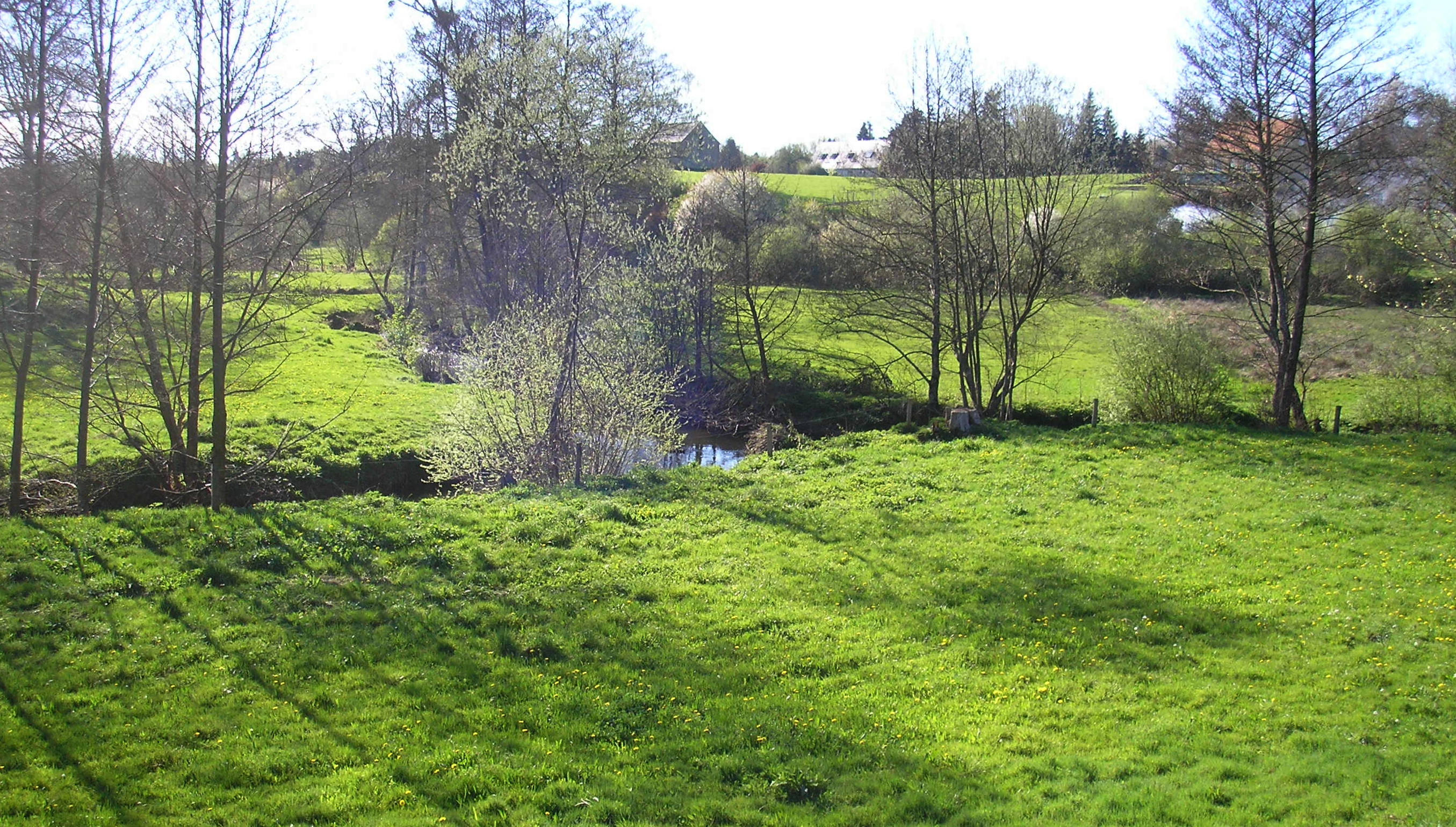
Confluent de la Diane et du Noireau.

## Communes traversées
Le Noireau traverse le territoire de deux villes, Tinchebray et Condé-sur-Noireau, et plusieurs autres communes :
Département de l'Orne
- Saint-Christophe-de-Chaulieu (source)
- Le Ménil-Ciboult
- Tinchebray
- Frênes
- Montsecret
- Saint-Pierre-d'Entremont (en limite de territoire)
- Cerisy-Belle-Étoile (limite)
- Caligny
- Montilly-sur-Noireau

Limite Orne et Calvados
- Condé-sur-Noireau (Calvados, essentiellement en limite)
- Saint-Pierre-du-Regard (Orne)
- Saint-Denis-de-Méré (Calvados, limite, traverse, puis limite à nouveau)
- Berjou (Orne, limite)
- Cahan (Orne, limite puis traverse) puis Ménil-Hubert-sur-Orne (Orne, limite) et Pont-d'Ouilly (Calvados, limite par deux fois) jusqu'au confluent avec l'Orne

## La vallée du Noireau

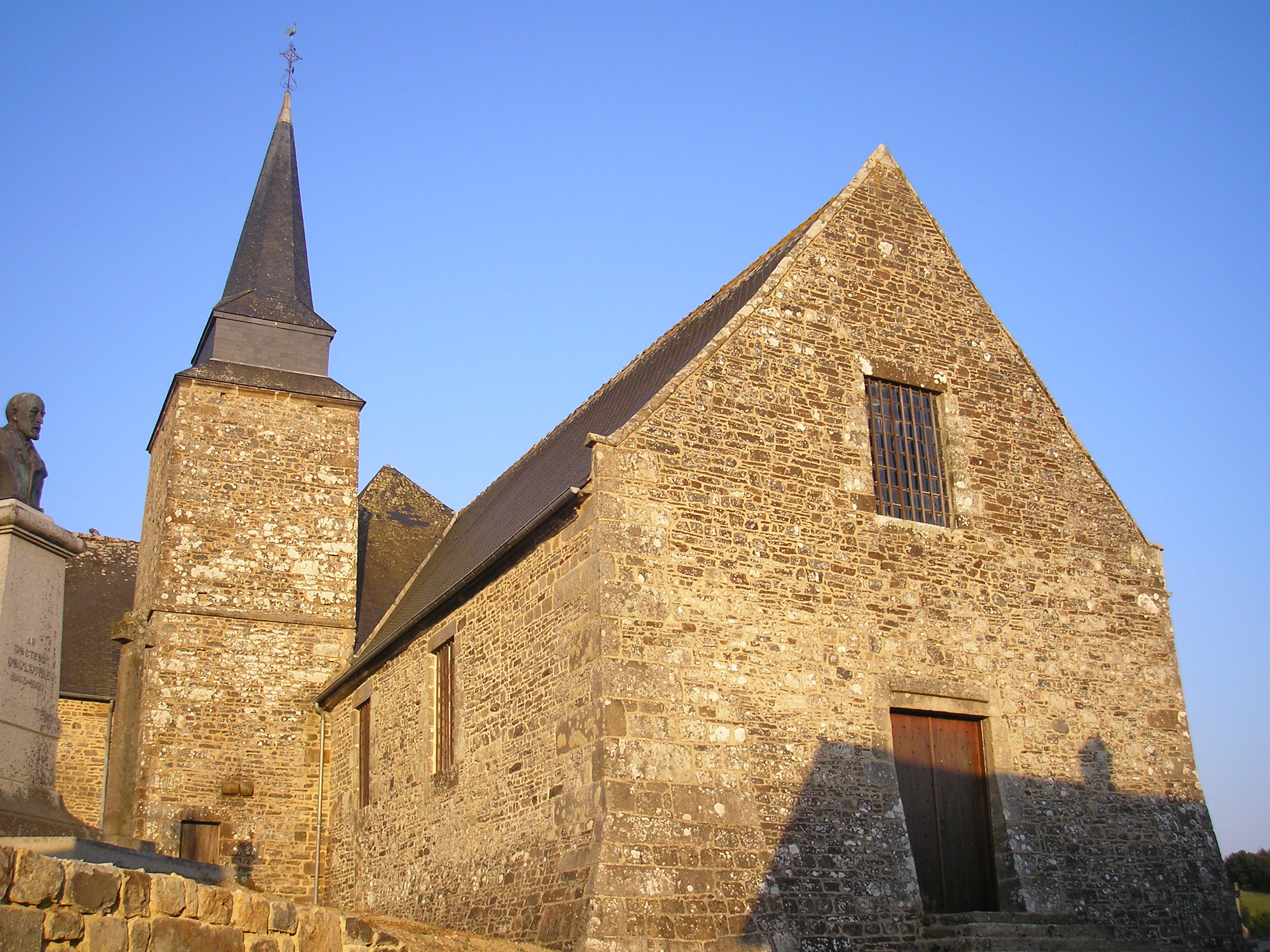
L'église Notre-Dame des Montiers.

- L'église Notre-Dame des Montiers à Tinchebray.
- Mont de Cerisy et château en ruine.
- Entre Condé-sur-Noireau et Pont-d'Ouilly, le Noireau emprunte une vallée encaissée, touristique.
- À Saint-Denis-de-Méré, au lieu-dit les Bordeaux, un viaduc ferroviaire et un pont routier constitué d'un élément de ponton Whale (voie flottante) du port d'Arromanches.